# Juan Miguel Echevarría
Juan Miguel Echevarría (født 11. august 1998) er en cubansk atlet.
Han repræsenterede Cuba ved sommer-OL 2020 i Tokyo, hvor han tog sølv i længdespring.